# Necrophagist
Necrophagist est un groupe de death metal technique allemand, originaire de  Gaggenau, en Bade-Wurtemberg. Le nom du groupe reprend les racines du mot grecque  νεκρο-, nekro- (« cadavre », « mort ») et -φαγος, -phagos (« mangeur de »),. Le nom du groupe peut donc littéralement être traduit en « mangeur de cadavres ».

## Biographie

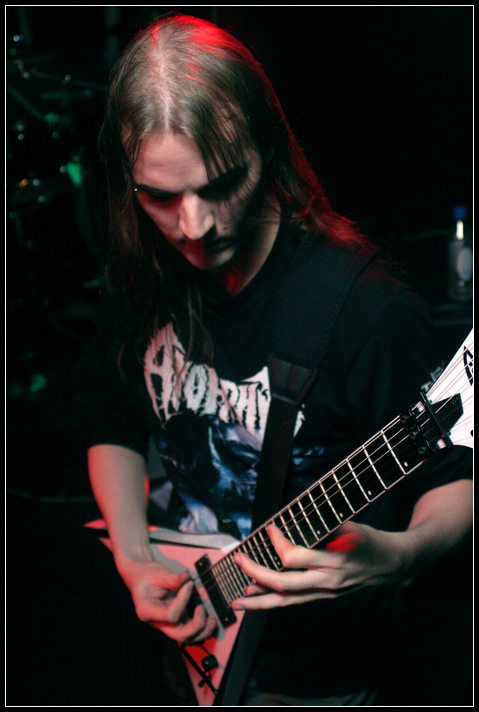
Sami Raatikainen en concert à Londres, en 2006.

Necrophagist est formé au début de l’année 1992 en Bade-Wurtemberg,.
C'est avec la sortie de son deuxième album Epitaph en 2004 que le groupe commence à se démarquer en Europe. Necrophagist est alors invité à de grands festivals européens et américains. Necrophagist pourrait être résumé à son leader, Muhammed Suiçmez. C'est lui qui signe toutes les compositions, à l'exception de Symbiotic in Theory sur l'album Epitaph (épaulé par Christian Muenzner), allant jusqu'à enregistrer lui-même la quasi-totalité des instruments sur Onset of Putrefaction.
Le batteur du groupe Hannes Grossmann décide en 2007 de quitter le groupe, pour la raison qu'il ne pensait pas pouvoir couvrir toutes les obligations de tournées du groupe. Son remplaçant officiel est Marco Minnemann. En avril 2008, Necrophagist annonce l'arrivée de Romain Goulon comme nouveau batteur, remplaçant Minnemann, qui collabore avec Suiçmez sur un projet parallèle.
Necrophagist joue à la tournée Pillage the Village Tour du 26 août au 10 septembre 2008 avec les groupes Dying Fetus et Beneath the Massacre. Ils jouent également à certains endroits avec Carcass, Suffocation, 1349, et Aborted.
Toujours en 2008, Necrophagist commence à enregistrer un nouvel album aux côtés de Romain Goulon. Selon les rumeurs, le titre sera soit The Path to Naught, soit Death to the Faithful. Suiçmez révèle que le groupe fera usage de guitares à sept cordes pour l'album. Lors du Summer Slaugter 2009, des vidéos live de chansons présentes sur le prochain album ont pu apparaitre sur des sites de vidéos en lignes, comme Dawn and Demise.
En date de 2012, il est impossible de connaitre l'activité de Necrophagist. Le 11 septembre 2013, le batteur Romain Goulon annonce que le groupe est toujours actif et qu'il publiera possiblement un nouvel album, sans pour autant donner de date de sortie.

## Membres

### Derniers membres
- Mohamed Suiçmez– guitare solo, chœurs (1992–2016)
- Stefan Fimmers – basse (2003–2016)
- Sami Raatikainen – guitare rythmique, guitare solo (2006–2016)
- Romain Goulon – batterie (2008–2016)

### Anciens membres
- Jan-Paul Herm – guitare (1992–1995)
- Matthias Holzapfel – guitare (1995–2000)
- Raphael Kempermann – batterie (1992–1995)
- Daniel Silva – batterie (1995–1998, 2001–2003)
- Mario Petrovic – guitare (2000–2001)
- Slavek Foltyn – batterie (2000–2001)
- Björn Vollmer – guitare (2001–2002)
- Julien Laroche – basse (2001–2003)
- Christian Münzner – guitare (2002–2006)
- Heiko Linzert – basse (2003)
- Hannes Grossmann – batterie (2003–2007)
- Marco Minnemann – batterie (2007–2008)

## Discographie
- 1992 : Requiems of Festered Gore (démo)
- 1995 : Necrophagist (démo)
- 1999 : Onset of Putrefaction (réédité en 2004)
- 2004 : Epitaph